# 김동현 (1994년)
김동현(한국 한자: 金東炫, 1994년 7월 14일 ~ )은 대한민국의 축구 선수로 포지션은 미드필더이다.

## 클럽 경력
김동현은 포항 스틸러스 산하의 유소년 팀인 포항제철고등학교를 거쳤으며, 포항제철고의 2011년과 2012년 고교 챌린지리그 우승에 기여하였다. 2013년 1월, 고교 졸업과 함께 포항 스틸러스에 우선지명된 뒤 동아대학교에 진학하였다.
2016시즌을 앞두고 포항 스틸러스에 입단하였으며, 3월 12일 열린 광주 FC와의 K리그 클래식 개막전에 교체 투입되며 프로에 데뷔하였고, 후반 45분 심동운의 골을 어시스트하며 데뷔전에서 공격포인트를 기록하였다.
2017 시즌을 앞두고 출장 기회를 얻기 위해 강릉시청으로 임대 이적하였다.
2018년 임대 복귀 후 포항 스틸러스와 계약을 해지했다. 2018시즌을 앞두고 인도 슈퍼리그의 첸나이 FC에 입단하며 한국인으로 인도 슈퍼리그에서 활동하는 두번째 선수가 되었다.
2018시즌 여름 이적시장을 통해 K3리그 베이직의 시흥시민축구단으로 이적했다.

## 수상

### 개인
- 2012년 제39회 문화체육관광부 장관기 전국고등학교 축구대회 우수선수상